# Cyrnus iniquus
Cyrnus iniquus är en nattsländeart som beskrevs av Navás 1916. Cyrnus iniquus ingår i släktet Cyrnus och familjen fångstnätnattsländor. Inga underarter finns listade i Catalogue of Life.